# Notoscopelus kroyeri
Notoscopelus kroyeri es una especie de pez del género Notoscopelus.

## Descripción
Es un pez con forma de torpedo que crece hasta una longitud máxima de 143 mm (5,6 pulgadas). Al igual que otros miembros del género, esta especie marina posee pequeños fotóforos en los laterales y en los flancos de los peces. Los machos adultos cuentan con una glándula que consta de entre ocho y nueve segmentos luminosos en la superficie dorsal del pedúnculo caudal, pero carecen de parches bioluminiscentes en la mejilla y por encima del ojo que son característicos de algunos miembros del género.

## Distribución
Se distribuye por la parte norte del océano Atlántico, en el círculo polar ártico. Especie marina pelágica y oceánica cuyo rango de profundidad es 800-900 m, durante el día se sumerge a profundidades de 325-1000 m (1100 y 3300 pies) o más, y por la noche realiza una pequeña migración llegando hasta los 125 m (400 pies).